# Filles de Sainte Marie de la Présentation
Les filles de Sainte Marie de la Présentation sont une congrégation religieuse féminine enseignante et hospitalière de droit pontifical.

## Historique
La congrégation est fondée le 20 octobre 1826 à Broons par l'abbé Joachim Fleury (1762-1849), curé de Broons, avec Louise Lemarchand et sa sœur Laurence. Les religieuses s'installent d'abord dans une maison offerte par le père des fondatrices. Elles se vouent à l'instruction des enfants, au soin des malades et des personnes âgées et à la collaboration paroissiale. Les deux sœurs Lemarchand prononcent leurs premiers vœux le 25 août 1828. Le premier couvent est bâti en 1832 et la première fondation a lieu en 1837 avec une école de jeunes sourds à Plestan. La congrégation est reconnue de droit diocésain en 1836 par Mathias Le Groing de La Romagère, évêque de Saint-Brieuc. Louis-Philippe lui donne ses droits civils en 1839.
Leurs écoles sont fermées ou sécularisées en conséquence des lois de Jules Ferry en 1886. Elles se replient donc en Belgique, aux Pays-Bas et aux États-Unis. Certaines religieuses engagées dans des œuvres hospitalières, non touchées par la loi, ont le droit de rester en France, mais Raymond Poincaré signe en 1914 la dissolution de la congrégation. Les dernières sœurs sont recueillies dans la communauté de Guernesey. La maison-mère devient un hôpital militaire. Les religieuses retrouvent le droit de revenir en France en 1923, grâce au soutien du vice-président du Sénat, Léon Jenouvrier.
Au cours de la Première guerre mondiale, un hôpital fut ouvert dans les bâtiments de la maison-mère de la Communauté des Filles de Sainte Marie à Broons. Sous le nom "d'hôpital complémentaire numéro 42", il ouvrit ses portes dès le 6 septembre 1914 et compta jusqu'à 500 lits. Plus de 9700 soldats y furent accueillis et soignés par les religieuses de la congrégation tout au long de la guerre.
L'institut reçoit le decret de louange le 21 novembre 1959.

## Activités et diffusion
Les Filles de Sainte-Marie de la Présentation se dédient à l'enseignement et aux soins des malades.
Elles sont présentes en :
- Europe : France, Belgique.
- Amérique : États-Unis, Canada.
- Afrique : Cameroun.

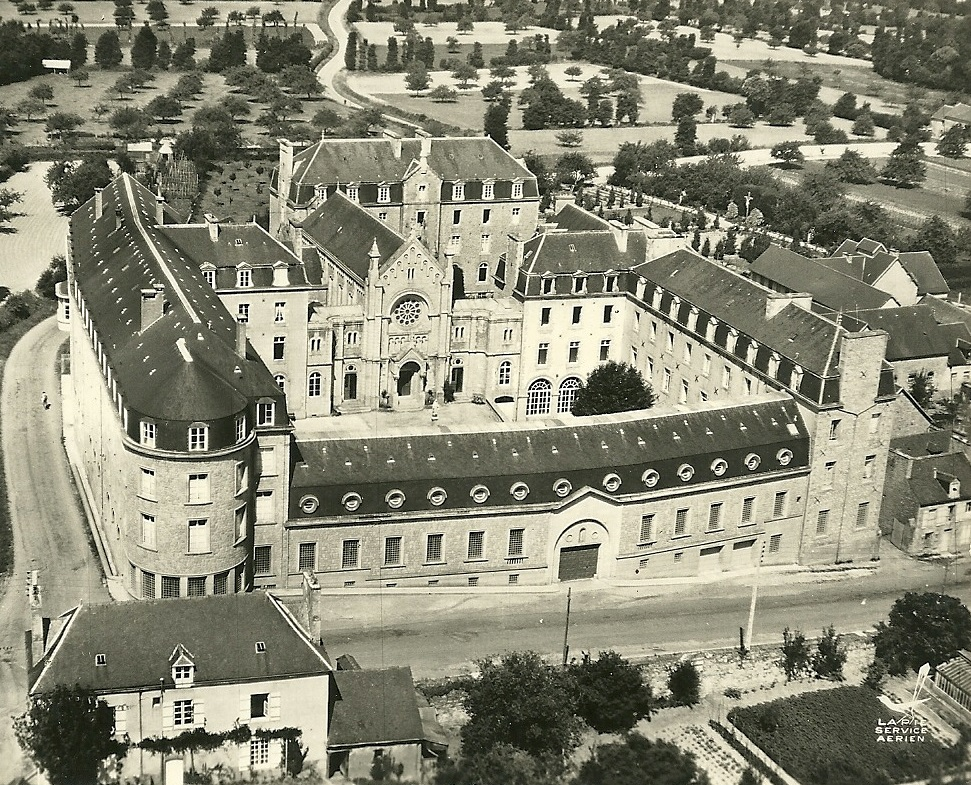
Maison mère de la Communauté des Filles de Sainte Marie, à Broons, Bretagne (Carte postale des années 1950)

Leur maison généralice se trouve à Broons. 
En 2017, la congrégation comptait 168 sœurs dans 33 maisons.